# 軽井沢ゴルフ倶楽部
軽井沢ゴルフ倶楽部（かるいざわゴルフくらぶ）は、長野県北佐久郡軽井沢町にあるゴルフ場である。

## 概要
軽井沢ゴルフ倶楽部は、1919年（大正8年）8月、別荘地の住人の間で「軽井沢にゴルフ倶楽部を」との話が大きくなり、離山の麓の野澤組所有の別荘地で7万坪余を借りて、9ホールのゴルフ場計画が持ち上がったのが始まり。コース設計は、英国のセントアンドリュースで育ったトム・ニコルで、発起人は日本人が8名と外国人9名が集まった。
1921年（大正10年）夏、6ホールの造成工事が完成し、翌1922年（大正11年）夏、増設3ホールが完成、計9ホール、距離3,447ヤード、パー36の「軽井沢ゴルフ倶楽部」が開場（現・旧軽井沢ゴルフクラブ）された。コースは、フェアウェイが野生の野芝で、グリーンはサンドグリーンで、全国では第7番目のゴルフ倶楽部だった。クラブハウスはなく、食事は別荘でとるか出前をとった。
その後、メンバーも増え、18ホールのゴルフ場にとの声が高まり、成沢地区の南ヶ丘に46万坪が売りに出されたことから、発起人会を8人で結成し新たなゴルフ場建設案が計画され、徳川圀順、近衛文麿が発起人代表を務めた。1930年（昭和5年）3月、クラブの移転とクラブハウスの建設が決定した。ゴルフ場用地は、地代はメンバーが立替購入した。
計画では、46万坪を別荘地とゴルフ倶楽部に分け、その別荘地を売却して土地代を返済し、残りをゴルフ倶楽部の建設費にした。1931年(昭和6年)7月1日、コース設計は、ゴルフ場建設発起人8人の中のひとりであった小寺酉二が行い、インコース9ホールが造成工事が完了し、開場された。小寺は米国プリンストン大学に留学し、戦後、日本ゴルフ協会の中枢で活躍、「軽井沢ゴルフ倶楽部」の他、「相模原ゴルフクラブ」（神奈川県、1955年（昭和30年）開場）、「嵐山カントリークラブ」（埼玉県、1962年（昭和37年）開場）などの設計を手掛けた。
1932年（昭和7年）、アウトコース9ホールの造成工事が完成し、計18ホール、距離6,573ヤード、パー71のゴルフ場が完成し、開場（新軽）された。1932年（昭和7年）、「軽井沢ゴルフ倶楽部」は成沢地区南ヶ丘に18ホールを開設して移転を完了した。発起時の会員数は193名で、名誉会員の皇族が12名、細川・近衛・鍋島・徳川などの華族が30名、三井一族が5名で三菱からは岩崎小弥太1名、ゴルフの赤星家は4名（但し、四郎、六郎の名はない）、鳩山家は秀夫・千代子夫妻と一郎、外国人は37名であった。移転当時は、クローズな雰囲気の倶楽部だったが、戦後は、作家、有名人、著名人が入会してオープンになった。
1943年（昭和18年）、戦況の悪化で閉鎖することになる。終戦後、1945年（昭和20年）8月1日、米軍第7騎兵師団が接収し、乗馬訓練や飛行機の滑走訓練に使われた。1951年（昭和26年）、米軍第7騎兵師団による接収が解除された。再開したときの役員は、理事長が古沢丈作、理事に柏原孫左衛門、小寺酉二、三井栄子、アントニン・レーモンド、白洲次郎など、監事が鶴見祐輔、田中徳次郎。1952年（昭和27年）、白洲次郎が常任理事に就任、1982年（昭和57年）2月、理事長に就任した。この時、倶楽部方針に掲げたのが「PLAY FAST」だった。白洲は、ゴルフは14歳のとき始め英国留学時はやらなかった、ハンディは2までなっている。1950年代から1970年代にかけては、石坂洋次郎、吉川英治、川口松太郎、三益愛子、獅子文六、邦枝完二、宮田重雄、佐佐木茂索、池島信平ら文士たちもこぞってゴルフに興じ、この集まりは「文壇ゴルフ」と呼ばれた。
白洲次郎の後、帝国ホテル元社長の犬丸一郎が理事長職を引き継いだ。公表されている直近の理事長は、陸奥相馬氏第33代当主、相馬和胤。
コースは、コース全体的にはフラットだが微妙なアンジュレーションがあり、グリーンは高速グリーンのため、グリーンの攻略がスコアメイクに繋がる。それだけ、フェアウェイやグリーンのメンテナンスは素晴らしい。

## 所在地
〒389-0102 長野県北佐久郡軽井沢町南ヶ丘3000番地

## コース情報
- 開場日 - 1931年7月1日
- 設計者 - 小寺 酉二
- コースタイプ - 林間コース
- コース - 18ホールズ、パー72、6,726ヤード、コースレート73.9
- フェアウェー - コウライ
- ラフ - ノシバ
- グリーン - 1グリーン、ベント（ペンクロス）
- ハザード - バンカー、池が絡むホール
- ラウンドスタイル - 全組キャディ付、ビジター全組キャディ付歩いてのラウンド、1組4人原則、状況によりツーサム可
- 練習場 - 15打席250ヤード
- 休場日 - 無休、11月～4月冬期クローズ[6]

## 交通アクセス
- 鉄道 - 長野新幹線（JR東日本） - 軽井沢駅より タクシー利用 約5分[7]
- 道路 - 上信越自動車道 - 碓氷軽井沢ICより[7]

## エピソード
- 1930年代にこのゴルフ場で駐日米国大使のジョセフ・グルーがハリウッド俳優のダグラス・フェアバンクスとゴルフをプレーしたことは、あまり知られていない[8]。
- 当時総理大臣であった田中角栄が、アメリカ大使をゴルフ場に連れてきて、プレーさせてほしいといったとき、白洲次郎は「日曜日はメンバーズオンリー」とプレーを拒否したという[1]。
- 田中角栄がメンバーとなってから、汗かきで「腰手ぬぐい」でプレーすることが俱楽部で問題となったとき、白洲次郎は「腰手ぬぐいは、角栄さんの必需品」と笑い飛ばしたという[1]。
- 当時の中曽根康弘首相がやってきたときも、白洲次郎は規則を曲げず、お付きの護衛警官をコース内に一歩も入れなかった。中曾根は白洲を「ディシプリン（規律）の権化のような人」と評した[9]。
- 白洲次郎は、ここのゴルフの目的は”競技”ではなく”練習と親睦”であるとし、下手がラインを読むなどもってのほか、誰かひとりが時間を多く使うことは許されない、要する打数が多いのなら、一打にかける時間は短くしなければならないといった[1]。ここで掲げた”PLAY FAST”は、スロープレーの追放のみならず、ゴルファーとしての心構えを呼びかけるものであり、言葉の語源は、「プレーは早く、スウィングはゆっくり」という英国の諺による[10]。
- 1番と10番ティーグラウンドに行く、テラスの時計が白洲次郎の定席だった。周囲に睨みを利かせスロープレーヤーを見かけると、どんな偉い人にでも面と向かって注意した[1]。
- 白洲理事長は、リゾートコースであるから服装も開放的、Tシャツでも良いとし、それまで会則にあったジャケットの着用を義務づけた項を外した[11]。
- 白洲がある日「クラブの中に商品の広告がチラチラするのはけしからん。広告にはすべて絆創膏を貼ってしまえ」と言い出して、理事会でもそれが決まり、冷蔵庫やアイスボックスに至るまでみな紙で隠された。それからほどなく、細川護貞が同クラブにプレーしに出かけたところ、まさに白洲が１番のティーグラウンドからスタートするところで、いたずら心を出した細川が「ちょっと待った、待った」と止めたところ、白洲は気勢をそがれて「なんだ！」と不快気な顔をした。そこで細川が笑いながら「あなたは商品の広告に全部絆創膏を貼れといわれたが、あなたのそのボールにも私が絆創膏を貼ってあげましょう」というと「バカ野郎」と言って上機嫌でスタートしていった（細川護煕談）[12]。
- 白洲次郎は特に従業員への対応が手厚で、白洲理事長が急逝した後、会報で、女子従業員による白洲理事長を思い出す座談会を開いたが、女性たちは涙と嗚咽だけで、遂に座談会にならなかったという話も残る[2]。
- 軽井沢ゴルフ倶楽部の特徴として、個室がない、予約システムがなく来場順にスタート、いつでもトーナメントが開催できるようコンディションにある、ビジターのラウンドは可能だが「プロゴルファー」は出入り禁止、新聞記者、警護、秘書や運転手などクラブハウス立ち入り禁止[1]。

## 関連文献
- 『全国ゴルフ・コース案内 関東篇 第2集』、水谷準著、東京 ベースボール・マガジン社、1961、2021年8月17日閲覧
- 『週刊文春』、「アメリカ大使まで断わった!誇りも高き軽井沢ゴルフ倶楽部」、文芸春秋編、東京 文芸春秋、1974年8月、2021年8月17日閲覧
- 『ゴルフ場ガイド 東版』、2006-2007、「軽井沢ゴルフ倶楽部」、東京 ゴルフダイジェスト社、2006年5月、2021年8月17日閲覧
- 『美しい日本のゴルフコース BEAUTIFUL GOLF CULTURE IN JAPAN 日本のゴルフ110年記念 ゴルフは日本の新しい伝統文化である』、ゴルフダイジェスト社「美しい日本のゴルフコース」編纂委員会編、東京 ゴルフダイジェスト社、2013年12月、2021年8月17日閲覧
- 『祖父野澤源次郎の軽井沢別荘地開発史 源次郎と3人の男たち』、「軽井沢ゴルフ倶楽部」、岡村八寿子著、中島松樹・大久保保監修、東京 牧歌舎東京本部、東京 星雲社、2018年8月、2021年8月17日閲覧